# Mare Frigoris
Il mare Frigoris, più raramente detto mare del Freddo, è un mare lunare situato sull'emisfero del satellite sempre rivolto verso la Terra, appena a settentrione del mare Imbrium (il mare della Pioggia) e a nordest del mare Serenitatis (mare della Serenità); costituisce una regione periferica dell'Oceanus Procellarum (l'oceano delle Tempeste).
Appena a sud del mare Frigoris è evidente il cratere Plato.

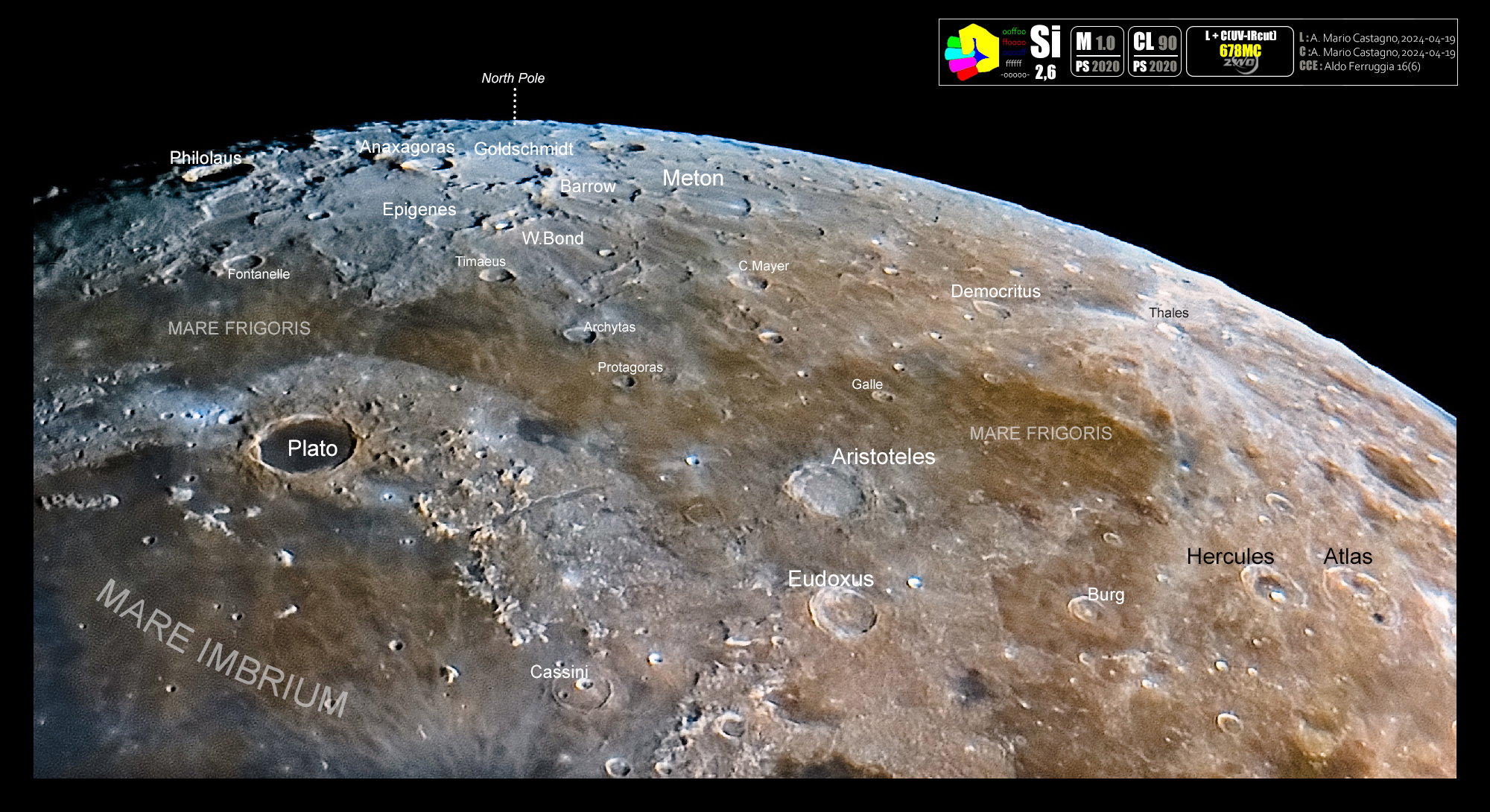
Mare Frigoris in una immagine selenocromatica di luna gibbosa crescente

Ne fa parte il cratere Harpalus, che nel film di fantascienza Uomini sulla Luna (1950) è il luogo dell'atterraggio della prima spedizione di esplorazione con equipaggio della Luna. Tale località venne scelta in fase di sceneggiatura per permettere di avere inquadrature con la Terra visibile immediatamente sopra l'orizzonte.
Il materiale che circonda il mare risale all'era geologica lunare nota come Imbriano inferiore, mentre il mare risale all'Imbriano superiore (nella sua parte orientale) e all'Eratosteniano (ad occidente).
Il cratere è stato scelto come punto di arrivo della missione 2 Hakuto-R di Ispace, azienda spaziale giapponese. L'allunaggio del rover Resilience della suddetta missione dovrebbe atterrare il 5 giugno 2025 facendo a sua volta scendere Tenacious, un microrover robotico, con ulteriori quattro strumenti scientifici e dimostratori tecnologici.